# 93 Ceti
93 Ceti är en blåvit stjärna i huvudserien i stjärnbilden Valfisken.
93 Ceti har visuell magnitud +5,61 och synlig för blotta ögat vid god seeing. Den befinner sig på ett avstånd av ungefär 550 ljusår.